# Милен Кикарин
Милен Георгиев Кикарин е бивш български футболист. Роден е на 18 август 1992 г. в София. Основната му позиция е ляв краен защитник (ляв бек), може да играе и десен краен защитник (десен бек).

## Кариера
Кикарин е юноша на ЦСКА София, капитан на набор '92. Дебютира за представителния отбор в контрола срещу Спортист (Своге), завършила с победа на ЦСКА със 7:2. Играе за отбора на Академик София в Б ПФГ и записва 21 мача с отбора на студентите (сезон 2011 – 2012). След това преминава в отбора на Пирин (Гоце Делчев) в А ПФГ (сезон 2012 – 2013). През есента на 2013 г. преминава във Витоша (Бистрица) и записва 12 мача в Б ПФГ и 1 за Купата на България. От зимата на 2014 г. преминава в ФК Любимец (Любимец) и записва 13 мача в А ПФГ. На 17 юни 2016 г. подписва за 1 г. с Ботев (Пловдив).

## Отличия
- Купа на България – 1 път носител (2016) с ЦСКА (София)
- Шампион на Югозападна В група с ЦСКА (София) през 2015/2016 г.